# Amphiglossus elongatus
Espèce
Synonymes
- Scelotes elongatus Angel, 1933
- Androngo elongatus (Angel, 1933)

Statut de conservation UICN

 DD  : Données insuffisantes
Amphiglossus elongatus est une espèce de sauriens de la famille des Scincidae.

## Répartition
Cette espèce est endémique du Nord de Madagascar, île de Nosy Be comprise.

## Publication originale
- Angel, 1933 : Lézards nouveaux de Madagascar appartenant au genre Scelotes. Extrait du Bulletin de la Société Zoologique de France, vol. 41, p. 294-296.